# Josef von Herrmann
Josef Johann Ritter von Herrmann (* 23. Februar 1836 in Weiden in der Oberpfalz; † 6. Januar 1914 in München) war ein bayerischer Beamter und Politiker.

## Leben

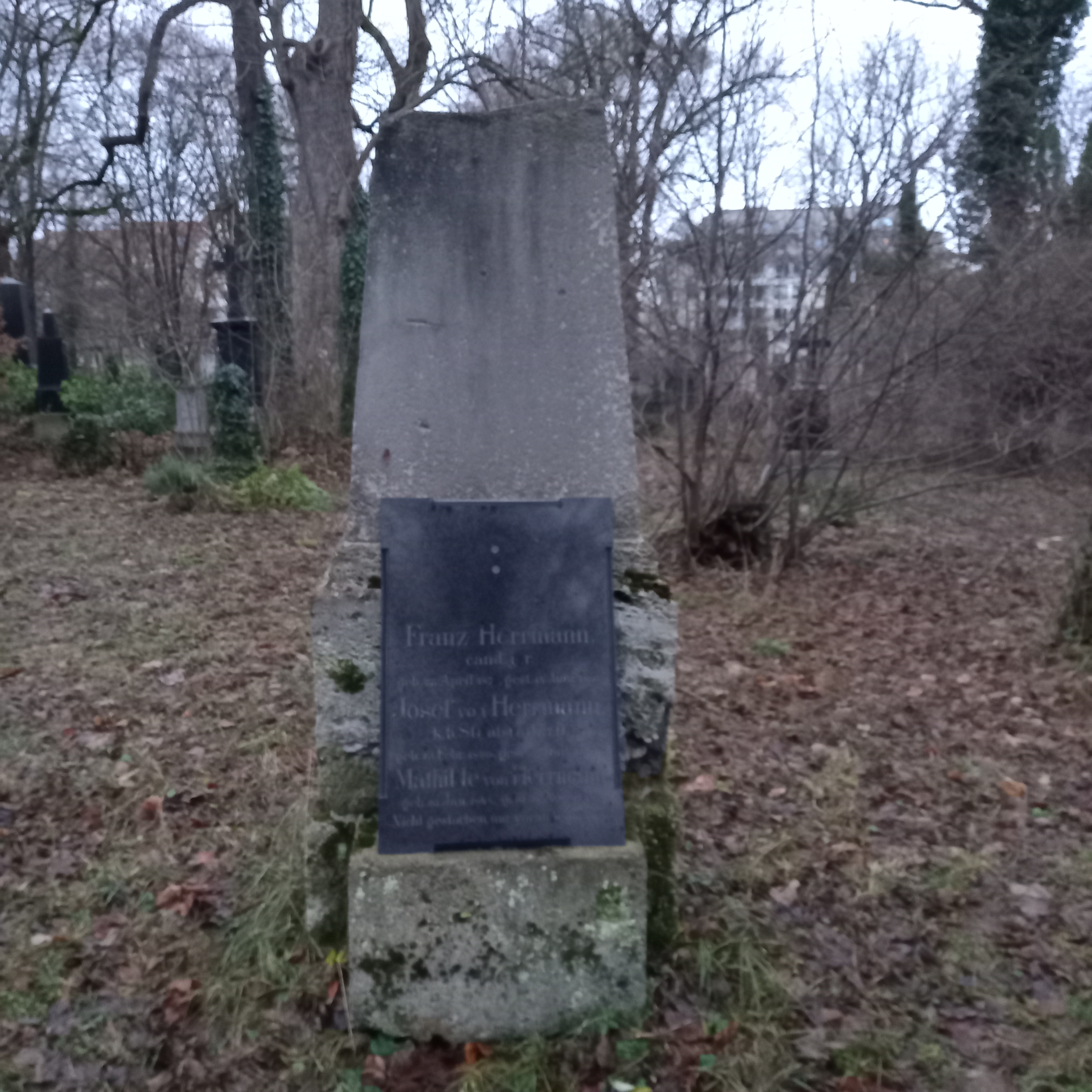
Das Grab von Josef von Herrmann und seiner Ehefrau Mathilde geborene Dorn auf dem Alten Südlichen Friedhof in München

Josef von Herrmann war eines von acht Kindern aus der Ehe des Politikers und Stadtschreibers Eduard Zachäus Herrmann und dessen Frau Margarethe, geborene Dienstl (1806–1899).
Er besuchte das Gymnasium in Amberg und war Stipendiat des Maximilianeums. Er studierte von 1854 bis 1858 Rechtswissenschaften. Es folgten bis 1860 Rechtspraktika am Landgericht in Weiden und am Bezirksgericht in München. Im Anschluss war er als Akzessist bei der Regierung von Oberbayern tätig, 1863 als Assessor am Bezirksamt Memmingen und 1864 in Pegnitz. 1867 heiratete er Mathilde Dorn und wurde im Jahr darauf Regierungsassessor im Kgl. Bayerischen Innenministerium. 1873 wurde Vorsteher im Bezirksamt München. 1876 stieg er zum Regierungsrat im Innenministerium auf. Dort setzte er ab 1882 seine Karriere als Ministerialrat und 1895 als Ministerialdirektor fort. 1903 wurde er schließlich zum außerordentlichen Staatsrat ernannt. 1895 bis 1906 diente von Herrmann als stellvertretender Bevollmächtigter Bayerns zum Bundesrat.
1887 bis 1895 vertrat von Herrmann den Wahlkreis Weiden/Oberpfalz als Mitglied der Kammer der Abgeordneten im Bayerischen Landtag (16. und 17. Wahlperiode). Dort war er 1893 bis 1895 Schriftführer. Wegen seiner Beförderung zum Ministerialdirektor legte er 1895 sein Mandat nieder.